# Stari Brod
Stari Brod is een plaats in de gemeente Lekenik in de Kroatische provincie Sisak-Moslavina. De plaats telt 158 inwoners (2001).